# Liste der Moorkolonien in Ostfriesland
Die Liste der Moorkolonien in Ostfriesland umfasst die seit 1633 angelegten Kolonien in den Hoch- und Niedermooren jener Region im äußersten Nordwesten Deutschlands. In jenem Jahr gründeten vier Emder Kaufleute Großefehn, die älteste Fehnsiedlung Ostfrieslands und die zweitälteste Deutschlands nach Papenburg.
Nicht in dieser Liste aufgeführt sind die Upstreek-Siedlungen des Mittelalters, da durch diese keine neuen Ortschaften begründet wurden, sondern lediglich die Feldmark bereits bestehender Orte durch Urbarmachung angrenzenden Moores erweitert wurde.
Diese Liste dient als Ergänzung zum Artikel Moorkolonisierung in Ostfriesland, die weiterführende Literatur findet sich dort.

## Liste
| Ort                     | Gemeinde                  | Landkreis | Jahr      | Bemerkungen                                                                                | Bilder                                                                               |
| ----------------------- | ------------------------- | --------- | --------- | ------------------------------------------------------------------------------------------ | ------------------------------------------------------------------------------------ |
| Abelitzmoor I           | Aurich                    | Aurich    | 1906      |                                                                                            |                                                                                      |
| Abelitzmoor II          | Aurich                    | Aurich    | 1906      |                                                                                            |                                                                                      |
| Akelsbarg               | Großefehn                 | Aurich    | 1787      |                                                                                            |                                                                                      |
| Auricher Wiesmoor I     | Aurich                    | Aurich    | 1897      |                                                                                            |                                                                                      |
| Auricher Wiesmoor II    | Wiesmoor                  | Aurich    | 1883      |                                                                                            |                                                                                      |
| Bargerfehn              | Uplengen                  | Leer      | 1772      |                                                                                            |                                                                                      |
| Beemoor                 | Großheide                 | Aurich    | 1841      |                                                                                            |                                                                                      |
| Beningafehn             | Samtgemeinde Hesel        | Leer      | 1772      |                                                                                            |                                                                                      |
| Bentstreek              | Friedeburg                | Wittmund  | 1931      |                                                                                            | Gulfhof und Maisfeld in Bentstreek                                                   |
| Bernuthsfeld            | Aurich                    | Aurich    | 1806      |                                                                                            |                                                                                      |
| Berumerfehn             | Großheide                 | Aurich    | 1794      |                                                                                            | Kompaniehaus der Fehnkompanie in Berumerfehn                                         |
| Blomberg                | Samtgemeinde Holtriem     | Wittmund  | 1787      |                                                                                            |                                                                                      |
| Boekzetelerfehn         | Moormerland               | Leer      | 1647      |                                                                                            |                                                                                      |
| Breitefeld              | Großheide                 | Aurich    | 1801      |                                                                                            |                                                                                      |
| Brückenfehn             | Samtgemeinde Jümme        | Leer      | 1772      |                                                                                            | Klappbrücke über den Nordgeorgsfehnkanal in Brückenfehn                              |
| Bunkfahne               | Ihlow                     | Aurich    | 1669      |                                                                                            |                                                                                      |
| Busboomsfehn            | Samtgemeinde Jümme        | Leer      | 1772      |                                                                                            | Moor- und Heidevegetation im Landschaftsschutzgebiet Filsumer Moor nahe Busboomsfehn |
| Büschersfehn            | Moormerland               | Leer      | 1772      |                                                                                            |                                                                                      |
| Collinghorstermoor      | Rhauderfehn               | Leer      | 1770      |                                                                                            |                                                                                      |
| Collrunge               | Wittmund                  | Wittmund  | 1796      |                                                                                            |                                                                                      |
| Collrungermoor          | Wittmund                  | Wittmund  | 1897      |                                                                                            |                                                                                      |
| Eversmeer               | Samtgemeinde Holtriem     | Wittmund  | 1821      |                                                                                            | Ewiges Meer: Deutschlands größter Hochmoorsee und Namensgeber der Kolonie            |
| Extumer Kiefmoor        | Aurich                    | Aurich    | 1822      |                                                                                            |                                                                                      |
| Fiebing                 | Großefehn                 | Aurich    | 1783      |                                                                                            |                                                                                      |
| Firrel                  | Samtgemeinde Hesel        | Leer      | 1764      |                                                                                            |                                                                                      |
| Flachsmeer              | Westoverledingen          | Leer      | 1770      |                                                                                            |                                                                                      |
| Friedeburger Wiesmoor I | Wiesmoor                  | Aurich    | 1897      |                                                                                            |                                                                                      |
| Georgsfeld              | Aurich                    | Aurich    | 1846      |                                                                                            | Abelitz-Moordorf-Kanal                                                               |
| Glansdorf               | Rhauderfehn               | Leer      | 1785      |                                                                                            |                                                                                      |
| Hagerwilde              | Samtgemeinde Hage         | Aurich    | 1831      |                                                                                            |                                                                                      |
| Halbemond               | Samtgemeinde Hage         | Aurich    | 1731      |                                                                                            |                                                                                      |
| Herrenhütten            | Ihlow                     | Aurich    | 1771      |                                                                                            |                                                                                      |
| Hinrichsfehn            | Wiesmoor                  | Aurich    | 1946      |                                                                                            |                                                                                      |
| Holterfehn              | Ostrhauderfehn            | Leer      | 1820      |                                                                                            |                                                                                      |
| Holtermoor              | Ostrhauderfehn            | Leer      | 1765      |                                                                                            |                                                                                      |
| Holzdorf                | Samtgemeinde Hage         | Aurich    | 1805      |                                                                                            |                                                                                      |
| Hopels                  | Friedeburg                | Wittmund  | 1766      |                                                                                            | Gedenkstein für das frühere Kloster Hopels                                           |
| Hüllenerfehn            | Ihlow                     | Aurich    | 1639      |                                                                                            |                                                                                      |
| Idafehn                 | Ostrhauderfehn            | Leer      | 1870      |                                                                                            |                                                                                      |
| Ihlowerfehn             | Ihlow                     | Aurich    | 1780      |                                                                                            | Alte Wieke mit Klappbrücken in Ihlowerfehn                                           |
| Jammertal               | Rhauderfehn               | Leer      | 1772      |                                                                                            |                                                                                      |
| Jheringsfehn            | Moormerland               | Leer      | 1660/1754 |                                                                                            | Gulfhof an der Hookswieke in Jheringsfehn                                            |
| Kiefeld                 | Samtgemeinde Hesel        | Leer      | 1775      |                                                                                            |                                                                                      |
| Klinge                  | Westoverledingen          | Leer      | 1785      |                                                                                            |                                                                                      |
| Klosterdorf             | Großheide                 | Aurich    | 1801      | Benannt nach dem früheren Kloster Coldinne                                                 |                                                                                      |
| Klosterfehn             | Rhauderfehn               | Leer      | 1876      |                                                                                            |                                                                                      |
| Klostermoor             | Rhauderfehn               | Leer      | 1897      |                                                                                            |                                                                                      |
| Kolonie Neermoor        | Moormerland               | Leer      | 1764      |                                                                                            |                                                                                      |
| Kolonie Veenhusen       | Moormerland               | Leer      | 1764      |                                                                                            |                                                                                      |
| Kreihüttenmoor          | Aurich                    | Aurich    | ?         |                                                                                            |                                                                                      |
| Kreismoor               | Großefehn                 | Aurich    | ?         |                                                                                            |                                                                                      |
| Lammertsfehn            | Uplengen                  | Leer      | 1772      |                                                                                            | Gulfhaus mit abgeerntetem Maisfeld im Vordergrund in Lammertsfehn                    |
| Langefeld               | Aurich                    | Aurich    | 1780      |                                                                                            |                                                                                      |
| Leezdorf                | Samtgemeinde Brookmerland | Aurich    | 1756      |                                                                                            | Leezdorfer Mühle und altes Bauernhaus                                                |
| Lübbertsfehn            | Ihlow                     | Aurich    | 1637      |                                                                                            |                                                                                      |
| Ludwigsdorf             | Ihlow                     | Aurich    | 1798      |                                                                                            |                                                                                      |
| Marcardsmoor            | Wiesmoor                  | Aurich    | 1891      |                                                                                            |                                                                                      |
| Meinersfehn             | Uplengen                  | Leer      | 1773      |                                                                                            |                                                                                      |
| Moordorf                | Südbrookmerland           | Aurich    | 1767      |                                                                                            | Moorsiedler-Katen im Moormuseum Moordorf                                             |
| Moorlage                | Großefehn                 | Aurich    | 1798      |                                                                                            |                                                                                      |
| Moorriege               | Samtgemeinde Hage         | Aurich    | 1850      |                                                                                            |                                                                                      |
| Moorweg                 | Samtgemeinde Esens        | Wittmund  | 1850      |                                                                                            | Naturschutzgebiet Ochsenweide in Moorweg                                             |
| Mullberg                | Wiesmoor                  | Aurich    | 1922      | Mullberg ist einer der wenigen ostfriesischen Orte, in denen bis heute Torf abgebaut wird. | Torfabbau in Mullberg                                                                |
| Münkeboe                | Südbrookmerland           | Aurich    | 1764      |                                                                                            |                                                                                      |
| Neu-Barstede            | Ihlow                     | Aurich    | 1771      | In der „Erdbeschreibung“ von Fridrich Arends (1823) auch als „Barstedermoor“ bezeichnet    |                                                                                      |
| Neuefehn                | Samtgemeinde Hesel        | Leer      | 1660      |                                                                                            | Neuefehnkanal mit Schleuse                                                           |
| Neuemoor                | Samtgemeinde Hesel        | Leer      | 1764      |                                                                                            |                                                                                      |
| Neufirrel               | Uplengen                  | Leer      | 1822      |                                                                                            |                                                                                      |
| Neusiegelsum            | Samtgemeinde Brookmerland | Aurich    | 1763      |                                                                                            |                                                                                      |
| Neu-Wiegboldsbur        | Südbrookmerland           | Aurich    | 1771      |                                                                                            |                                                                                      |
| Neu-Wiesedermeer        | Friedeburg                | Wittmund  | 1930      |                                                                                            |                                                                                      |
| Nordgeorgsfehn          | Uplengen                  | Leer      | 1825      |                                                                                            |                                                                                      |
| Nordmoor                | Samtgemeinde Holtriem     | Wittmund  | 1921      |                                                                                            |                                                                                      |
| Ockenhausen             | Uplengen                  | Leer      | 1813      |                                                                                            |                                                                                      |
| Oltmannsfehn            | Uplengen                  | Leer      | 1813      |                                                                                            |                                                                                      |
| Ostermoordorf           | Großheide                 | Aurich    | 1790      |                                                                                            |                                                                                      |
| Ostrhauderfehn          | Ostrhauderfehn            | Leer      | 1769      |                                                                                            |                                                                                      |
| Pfalzdorf               | Aurich                    | Aurich    | 1802      |                                                                                            |                                                                                      |
| Plaggenburg             | Aurich                    | Aurich    | 1777      |                                                                                            |                                                                                      |
| Priemelsfehn            | Friedeburg                | Wittmund  | 1890      |                                                                                            |                                                                                      |
| Rahestermoor            | Aurich                    | Aurich    | 1798      |                                                                                            |                                                                                      |
| Rammsfehn               | Wiesmoor                  | Aurich    | 1929      |                                                                                            |                                                                                      |
| Rechtsupweg             | Samtgemeinde Brookmerland | Aurich    | 1771      |                                                                                            |                                                                                      |
| Rhaudermoor             | Rhauderfehn               | Leer      | 1769      |                                                                                            |                                                                                      |
| Rhauderwieke            | Rhauderfehn               | Leer      | 1769      |                                                                                            |                                                                                      |
| Rinzeldorf              | Ostrhauderfehn            | Leer      | 1770      |                                                                                            |                                                                                      |
| Rolofswieke             | Großefehn                 | Aurich    | 1881      |                                                                                            |                                                                                      |
| Schwerinsdorf           | Samtgemeinde Hesel        | Leer      | 1802      |                                                                                            | Frühere Dorfschule                                                                   |
| Siebestock              | Samtgemeinde Hesel        | Leer      | 1774      |                                                                                            |                                                                                      |
| Spetzerfehn             | Großefehn                 | Aurich    | 1746      |                                                                                            | Fehnkanal-Brücken in Spetzerfehn                                                     |
| Stapel                  | Uplengen                  | Leer      | 1804      |                                                                                            | Rekonstruktion eines Bohlenweges im Stapeler Moor                                    |
| Steenfelderfehn         | Westoverledingen          | Leer      | 1780      |                                                                                            |                                                                                      |
| Stiekelkamperfehn       | Samtgemeinde Hesel        | Leer      | 1660      |                                                                                            | Altes Lehrerhaus Schulstraße 13; heute als DGH genutzt                               |
| Südarle                 | Großheide                 | Aurich    | 1797      |                                                                                            |                                                                                      |
| Südcoldinne             | Großheide                 | Aurich    | 1800      |                                                                                            |                                                                                      |
| Südermoor               | Samtgemeinde Hesel        | Leer      | 1775      |                                                                                            |                                                                                      |
| Südgeorgsfehn           | Uplengen                  | Leer      | 1825      |                                                                                            |                                                                                      |
| Tannenhausen            | Aurich                    | Aurich    | 1801      |                                                                                            |                                                                                      |
| Völlenerkönigsfehn      | Westoverledingen          | Leer      | 1800      |                                                                                            |                                                                                      |
| Voßbarg                 | Wiesmoor                  | Aurich    | 1778      |                                                                                            |                                                                                      |
| Wagnersfehn             | Samtgemeinde Esens        | Wittmund  | 1771      |                                                                                            |                                                                                      |
| Warsingsfehn            | Moormerland               | Leer      | 1736      |                                                                                            | Windmühle am Fehnkanal in Warsingsfehn                                               |
| Westermoordorf          | Großheide                 | Aurich    | 1797      |                                                                                            |                                                                                      |
| Westgroßefehn           | Großefehn                 | Aurich    | 1633      |                                                                                            | Fehnkanal in Westgroßefehn                                                           |
| Westrhauderfehn         | Rhauderfehn               | Leer      | 1769      |                                                                                            |                                                                                      |
| Wiesederfehn            | Wiesmoor                  | Aurich    | 1797      |                                                                                            |                                                                                      |
| Wiesmoor                | Wiesmoor                  | Aurich    | 1906      |                                                                                            | Torfkraftwerk Wiesmoor um 1910                                                       |
| Wilhelmsfehn            | Wiesmoor                  | Aurich    | 1878      |                                                                                            | Fehnkanal in Wilhelmsfehn                                                            |
| Zinskenfehn             | Uplengen                  | Leer      | 1772      |                                                                                            |                                                                                      |
| Zwischenbergen          | Wiesmoor                  | Aurich    | 1783      |                                                                                            |                                                                                      |